# セクスティング

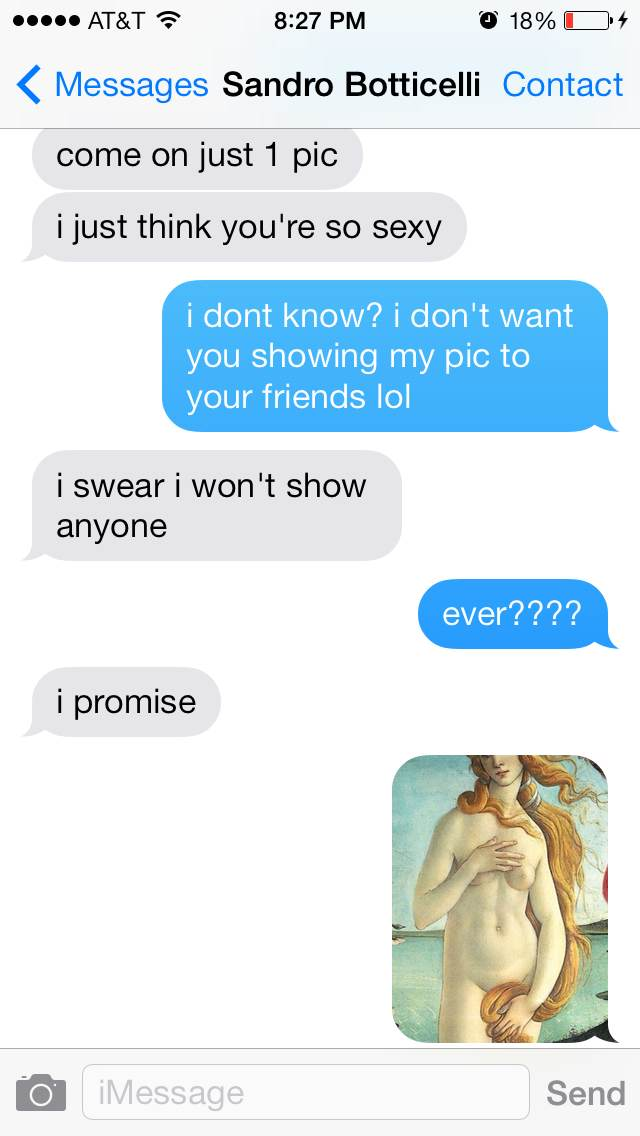
セクスティングのイメージ図

セクスティング（英: sexting）とは、性的なテキストメッセージまたは写真を携帯電話間で送る行為。「セックス」と、SMSの送信を意味する「テキスティング」との混成語である。

## 背景
セクスティングという言葉は、2005年のサンデーテレグラフ誌が初出であるとされる。
2008年に「The National Campaign to Prevent Teen and Unplanned Pregnancy (10代を無計画な妊娠から守る全米キャンペーン)」 がティーン雑誌『コスモガール』と協力して1280人の若者に対してアンケートを行った。これによるとティーンエイジャーでは20%、20-26歳のヤングアダルトでは33%が自分のヌードまたはセミヌード写真を送った経験があり、ティーンエイジャーの39%、ヤングアダルトの59%が性的なテキストメッセージを送った経験があるとされる。
2009年に米非営利団体「Internet & American Life Project」が、米国の12-17歳の子供800人を対象にセクスティングに関する調査を行った。これによると、セクスティングは以下の3つの環境で起こる可能性が高いとされる。
- 恋愛関係にある恋人間での画像交換
- 恋人から送信された画像の第三者への転送
- 現在は恋人でないが、恋人になりたいとどちらかが望む場合の画像交換

## 社会的問題
セクスティングは情報通信技術の発達によってもたらされた問題である。恋人間の性的なコンテンツの交換自体は以前より様々な形で存在してきた。しかし、セクスティングは非常に簡単かつ広範囲に広まり、当事者によるコントロールが不可能になってしまうという社会的な危険を含んでいるとされる。